# Delphinium elbursense
Delphinium elbursense är en ranunkelväxtart som beskrevs av K. H. Rechinger. Delphinium elbursense ingår i släktet storriddarsporrar, och familjen ranunkelväxter. Utöver nominatformen finns också underarten D. e. gymnobotrys.